# Yann Wehrling
Yann Wehrling, né le 3 juillet 1971 à Strasbourg, est un homme politique écologiste et centriste, et illustrateur français. Il est vice-président de la Région Ile-de-France chargé de la transition écologique, du climat et de la biodiversité.
Il est diplômé d'Arts plastiques et de l'école des Arts décoratifs de Strasbourg.
De janvier 2005 à novembre 2006, il est le secrétaire national du parti écologiste Les Verts. En 2008, il adhère au Mouvement démocrate (MoDem), dont il devient porte-parole national en 2010 et secrétaire général en 2017. Ancien conseiller de Paris, il est conseiller régional d'Île-de-France depuis 2015 et vice-président depuis 2021.
Il est nommé, le 5 décembre 2018, ambassadeur de France chargé des questions d’environnement dans les négociations internationales, fonction à laquelle il est mis fin le 9 juin 2021 en Conseil des ministres.
Il fonde le 1er octobre 2022 son parti Ecologie Positive , anciennement "Les Écolos",,.

## Biographie

### Carrière professionnelle
Fils de libraires, Yann Wehrling, naît à Strasbourg en 1971. Il y vit jusqu'en 2007.
Il est diplômé d'une licence en arts plastiques de l'université Marc Bloch et de l'Ecole des Arts décoratifs de Strasbourg en 1994.
Il travaille et collabore à plusieurs ouvrages comme illustrateur dans plusieurs maisons d'édition ainsi que pour les chaînes de télévision franco-allemande Arte et irlandaise TnaG,.Il est collaborateur au groupe des Verts au parlement européen de 1999 à 2005. Il entre à l'ADEME (Agence De l'Environnement et de la Maitrise de l'Énergie) en 2013 à la direction de l'action territoriale et occupa jusqu'en septembre 2017 les fonctions de directeur de l'action régionale pour la zone Est et Nord. Depuis août 2021, il est "conseiller biodiversité" au sein de ce même établissement public.
Il s'engage dans des réseaux associatifs de protection de la nature dès l'âge de 13 ans. Spécialiste de la faune sauvage, il a en particulier milité pour la réintroduction de l'ours dans les Pyrénées et du lynx dans les Vosges,,. Il intervient également sur les questions de l'eau en France.
Il est ambassadeur délégué à l'environnement entre le 10 décembre 2018 et le 9 juin 2021, date à laquelle Emmanuel Macron décide de mettre fin à ses fonctions.
Il occupe depuis juin 2021 les fonctions de vice-président de la Région Ile de France chargé de la transition écologique. Il a également repris des fonctions à l'Ademe en tant que conseiller "biodiversité".
En 2006, il devient propriétaire du château de Roncourt en Lorraine avec un projet de tables et chambres d'hôtes.

### Parcours politique

#### Les Verts (1988-2008)
En 1988, Yann Wehrling adhère au mouvement « France nature environnement », ainsi qu'au parti écologiste français Les Verts,, dirigé alors par Antoine Waechter dont il partage la ligne politique d'une écologie ni à droite, ni à gauche. De 1989 à 1992, il occupe le poste de secrétaire national d’Ecolo-J.
De 1990 à 2005, il est membre du Conseil national des Verts et membre du collège exécutif des Verts, délégué à la jeunesse de 1994 à 1995. Élu au CNIR (« Conseil national inter-régional », organe délibérant du parti), il siège au Conseil exécutif des Verts de 1994 à 1995 et est délégué à la jeunesse du mouvement politique.
De 1994 à 1997, il préside la commission nationale « protection animale » des Verts, présidence qu'il quitte pour aller travailler en Irlande. Il sera ensuite, jusqu'à son accession au secrétariat national des Verts, l'assistant parlementaire du député européen Gérard Onesta.
Candidat du parti écologiste à Strasbourg aux élections cantonales en 1994 puis aux élections municipales en 1995 et 2001, en deuxième position aux élections européennes dans le Grand Est en 2004, Yann Wehrling a exercé à deux reprises la fonction de porte-parole national des Verts. D'abord de 2003 à 2004 avec Yves Contassot, Mireille Ferri et Marie-Hélène Aubert, puis en 2007 avec Anne Souyris. En 2005, sa motion au Congrès des Verts défendant une ligne d'écologie fortement axée sur l'environnement et de dépassement du clivage gauche-droite, arrive en 3ème position et lui permet de proposer une synthèse interne entre tous les autres courants. Il est dès lors élu Secrétaire national du parti des Verts de 2005 à novembre 2006, succédant ainsi à Gilles Lemaire. Âgé de 33 ans, il est alors le plus jeune secrétaire de l'histoire du parti,.

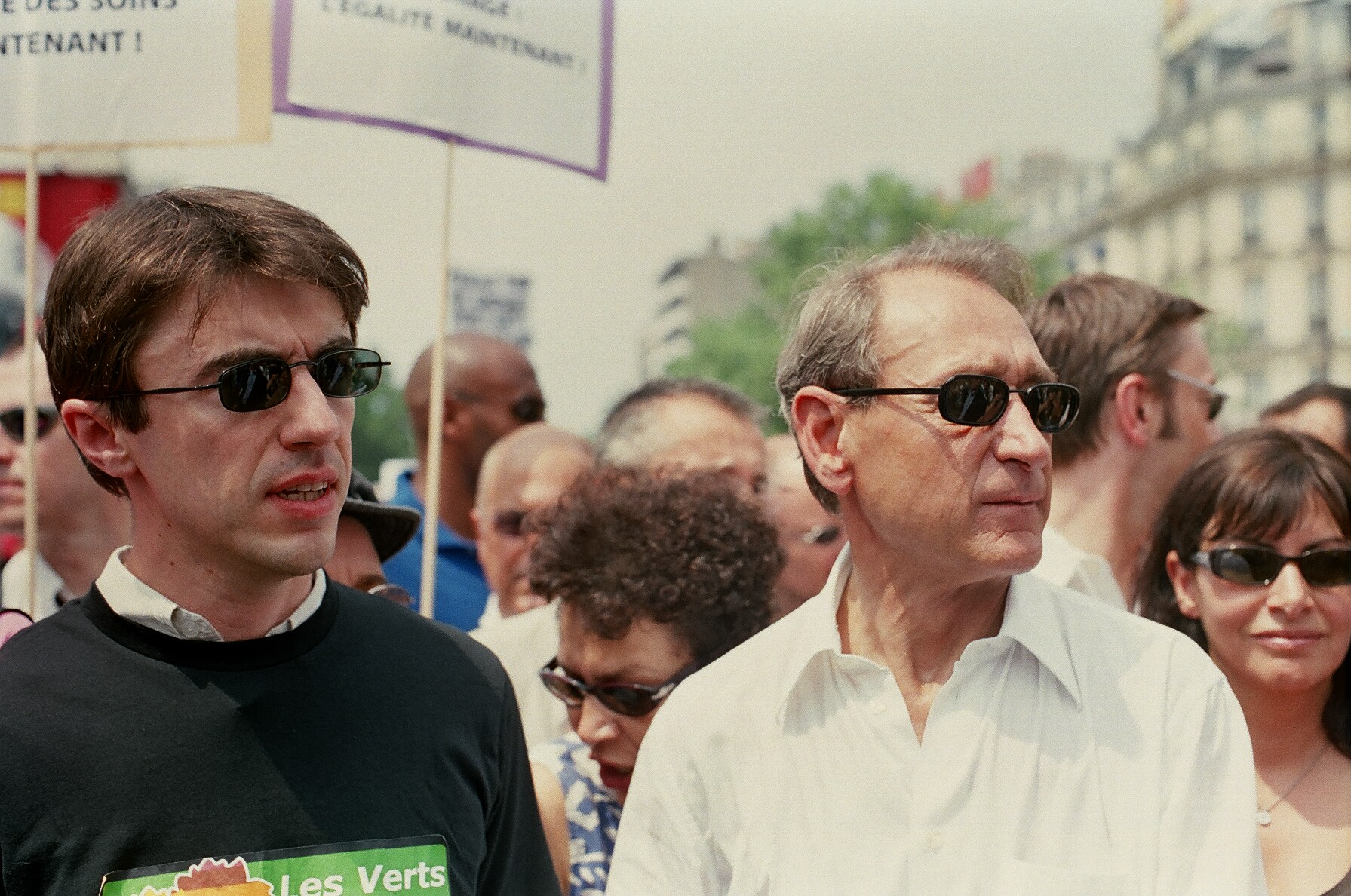
Yann Wehrling et Bertrand Delanoë, lors de la Marche des Fiertés LGBT Paris le 25 juin 2005.

En octobre 2003, Geneviève Perrin-Gaillard, députée PS des Deux-Sèvres, et Géraud Guibert, responsable national du PS à l'environnement, s'associent à Francine Bavay, secrétaire nationale, et à Yann Wehrling, alors porte-parole des Verts, pour créer l'association Respire destinée à promouvoir « une conception pragmatique du développement durable ».
Le 22 mars 2005, pour la Journée mondiale annuelle de l’eau, il se baigne, en compagnie de trois autres membres du collège exécutif des Verts, dans la Seine à Paris. Par cette action ils entendent dénoncer la pollution des rivières françaises et interpeller le gouvernement en place sur sa politique écologique dans ce domaine. Le président de la République Jacques Chirac, avait en effet fait la promesse de se baigner dans la Seine lorsqu'il était maire de Paris,.
Le 25 juin 2005, à Paris, Yann Wehrling, avec d'autres personnalités politiques comme Bertrand Delanoë, participe à la Gay Pride. Le thème de la journée est « Couples et parentalité : l'égalité maintenant ». Le secrétaire national des Verts pense que la France doit « se mettre rapidement à jour, alors que tous les pays d'Europe ont pris des dispositions ».
Le 11 mai 2006, durant la période du débat parlementaire sur la loi sur l'eau, Yann Werhling accompagne les Verts de l'Indre sur les bords du ruisseau du Menet à proximité de Vatan où ils dénoncent les « gabegies d’eau » qui concernent les arrosage des cultures céréalières. L'exploitant agricole et sénateur UMP du Cher, Rémy Pointereau porte plainte pour diffamation et le secrétaire national du parti écologiste est convoqué au tribunal de Châteauroux. « J’irai à Châteauroux pour réitérer mes propos », assure Wehrling qui veut « symboliquement attirer l'attention sur ce système qui consiste à ne pas économiser l'eau quand ce sont les grands céréaliers qui sont concernés »,. Finalement le sénateur du Cher retira sa plainte

#### Mouvement démocrate (2008-2021)
En décembre 2007, alors qu'il annonce qu'il sera candidat aux élections municipales françaises de 2008 à Strasbourg en deuxième position sur la liste Mouvement démocrate (MoDem) conduite par Chantal Cutajar, Yann Wehrling est exclu des Verts en avril 2008. En mars 2008, la liste Modem récolte 5,6 % au premier tour, contre 6,3 % pour la liste des Verts.
Yann Wehrling devient membre du MoDem en novembre 2008, indiquant que « l'écologie ne s'adresse pas qu'aux électeurs de gauche ». Il devient membre du bureau exécutif national du MoDem le 29 juillet 2009.
Aux élections européennes de juin 2009, Yann Wehrling est 3e sur la liste MoDem de la circonscription Est,, mais seul Jean-François Kahn, tête de liste, est élu pour le Modem dans cette circonscription.

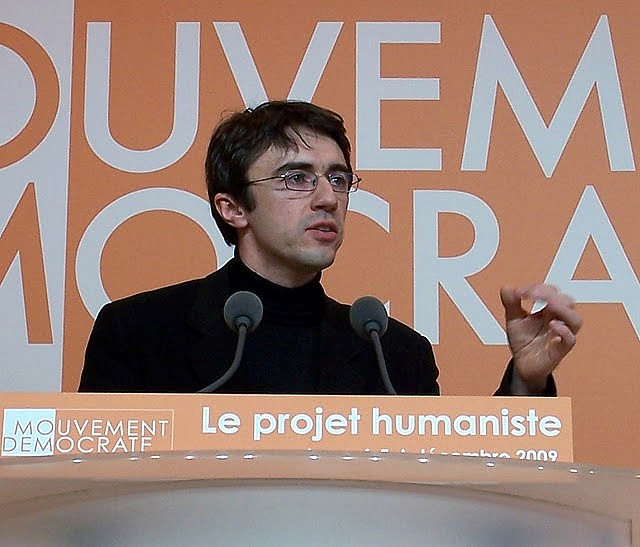
En 2008, Yann Wehrling devient membre du Mouvement démocrate.

Il est tête de liste MoDem en Alsace pour les élections régionales des 14 et 21 mars 2010. La liste qu'il conduit obtient 4,44 % des voix au premier tour des élections.
En septembre 2010, Il devient dans le même temps porte-parole national du Mouvement démocrate,.
En avril 2013, Yann Wehrling indique qu’il quitte ses fonctions de président régional du MoDem-Alsace pour des raisons professionnelles.

« Hormis le nucléaire, personne ne parle d'environnement. Nous n'arrivons pas à faire passer le message que la crise environnementale et la crise économique sont le même problème. »

— Yann Wehrling
Après un accord politique passé entre le Modem et la candidate UMP Nathalie Kosciusko-Morizet lors de l'élection municipale de 2014 à Paris ; il est présent sur la liste du 15e arrondissement. Il est élu conseiller de Paris.
Il figure en troisième place de la liste parisienne Les Républicains-UDI-MoDem conduite par Pierre-Yves Bournazel, dont la cheffe de file régionale est Valérie Pécresse, lors de l'élection régionale de 2015 en Île-de-France. À la suite de sa victoire, il est élu président du groupe MoDem au conseil régional d'Île-de-France.
Il remplace Marc Fesneau en tant que secrétaire général en septembre 2017 à la suite de l'élection de Marc Fesneau en tant que président du Groupe du Mouvement démocrate et apparentés à l'Assemblée nationale.
Il déclare en 2019 avoir réduit de moitié sa consommation de viande pour limiter son impact sur la biodiversité.
En 2021, lors de la campagne électorale régionale, il renouvelle son soutien à Valérie Pécresse, la présidente sortante du conseil régional d'Île-de-France alors que le MoDem soutient le candidat LREM Laurent Saint-Martin. En juin 2021, le gouvernement met fin à sa fonction d'ambassadeur à l'Environnement, ce qui est perçu comme une mesure de rétorsion à la suite de cette position politique.
En juillet 2021, à la suite de sa réélection, Valérie Pécresse le nomme vice-président de la région Île-de-France chargé de la transition écologique, du climat et de la biodiversité.
Le 4 janvier 2022, Yann Wehrling participe au lancement du comité de soutien de Valérie Pécresse pour l'élection présidentielle d'avril 2022, dont il supervise le programme écologique.

#### Écologie Positive (depuis 2022)
Le 1er octobre 2022, après avoir quitté le MoDem depuis plus d'un an « parce que ce parti s'est éloigné, selon lui, de l'écologie », il crée son parti politique, nommé initialement « Les Écolos », qui se positionne comme un parti d'écologie réaliste, prenant pour modèle les Grünen allemands. En 2023, le parti est renommé « Écologie Positive » et annonce une éventuelle candidature aux élections européennes de 2024.
Le 8 février 2024, Corinne Lepage et Yann Wehrling annoncent le lancement du collectif « Écologie Positive & Territoires », qui regroupe une quinzaine de formations politiques et qui revendique quatre valeurs principales : l'écologie, le régionalisme, la citoyenneté et la protection animale,. Cette coalition rassemble les partis Cap21-Le Rassemblement citoyen (présidé par Corinne Lepage), Écologie Positive, France Écologie (présidé par Isabelle Jacono), Les Écologistes du Trèfle (présidé par Albert Lapeyre), Les Universalistes (anciennement MHAN, présidé par Aloïs Lang-Rousseau), 100% Citoyens (fondé par Éric Lafond), ainsi que la Fédération des Pays Unis (présidé par Jean-Luc Davezac), et présente pour les élections européennes de 2024 une liste conduite par Yann Wehrling, avec Chantal Cutajar en deuxième position.
Yann Wehrling se présente aux élections législatives anticipées des 30 juin et 7 juillet 2024 dans la dixième circonscription de Paris, sous la bannière « Écologie Positive & Territoires ».

## Résultats électoraux

### Élections européennes
Les résultats ci-dessous concernent uniquement les élections où il est tête de liste.
| Année | Parti | Parti | Circonscription | Voix    | %    | Rang | Sièges obtenus |
| ----- | ----- | ----- | --------------- | ------- | ---- | ---- | -------------- |
| 2024  |       | DVE   | France entière  | 104 954 | 0,42 | 15e  | 0 / 81         |

### Élections régionales
| Année | Parti | Parti | Région | 1er tour | 1er tour | 1er tour | 1er tour |
| Année | Parti | Parti | Région | Voix     | %        | Rang     | Sièges   |
| ----- | ----- | ----- | ------ | -------- | -------- | -------- | -------- |
| 2010  |       | MoDem | Alsace | 23 073   | 4,44     | 6e       | 0 / 47   |

### Élections législatives
| Année | Parti | Parti | Circonscription | 1er tour | 1er tour | 1er tour |
| Année | Parti | Parti | Circonscription | Voix     | %        | Rang     |
| ----- | ----- | ----- | --------------- | -------- | -------- | -------- |
| 2007  |       | LV    | 2e du Bas-Rhin  | 1 642    | 5,91     | 4e       |
| 2024  |       | DVE   | 10e de Paris    | 1 324    | 2,66     | 5e       |

## Galerie d'illustrations

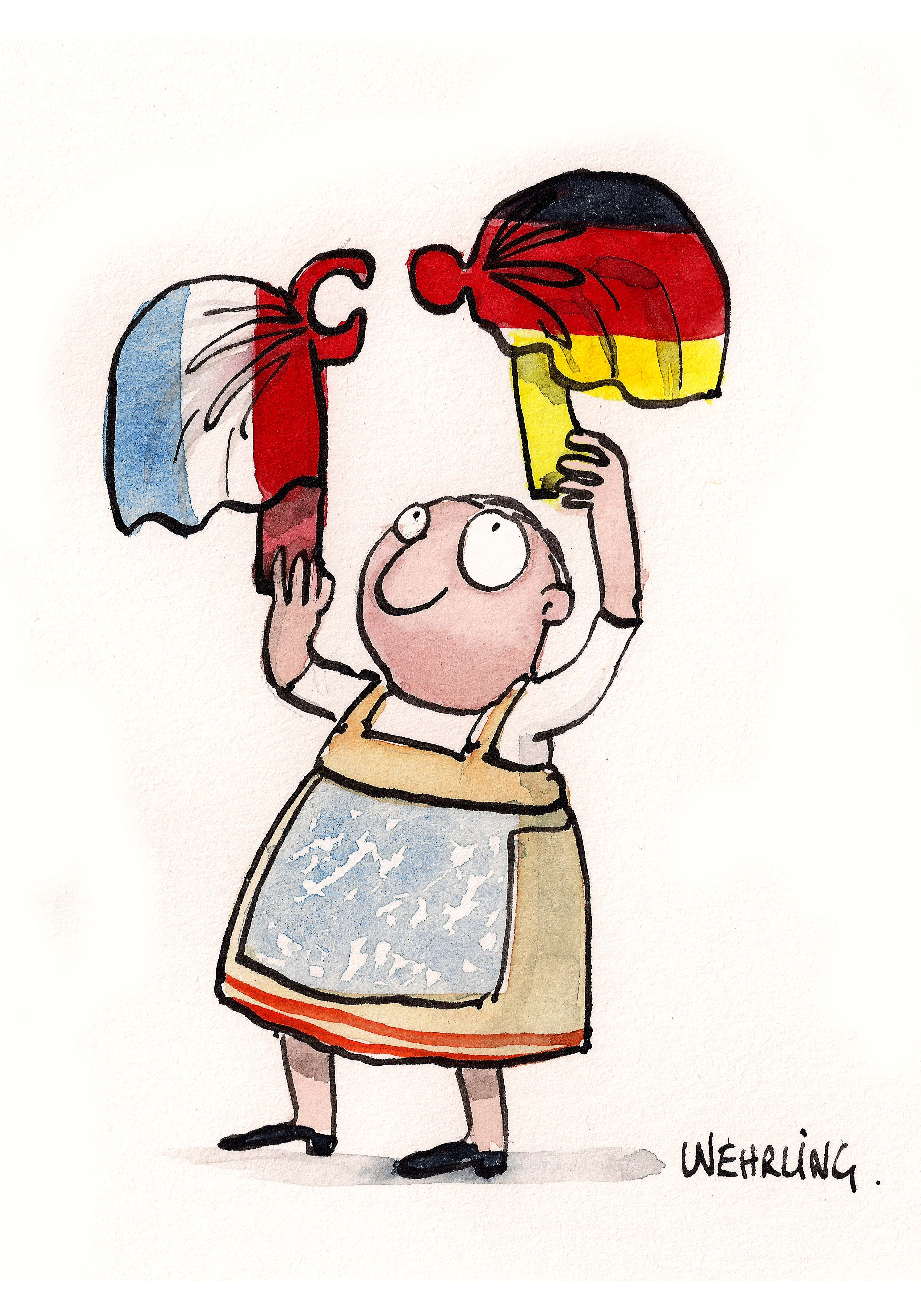
Amitié franco-allemande
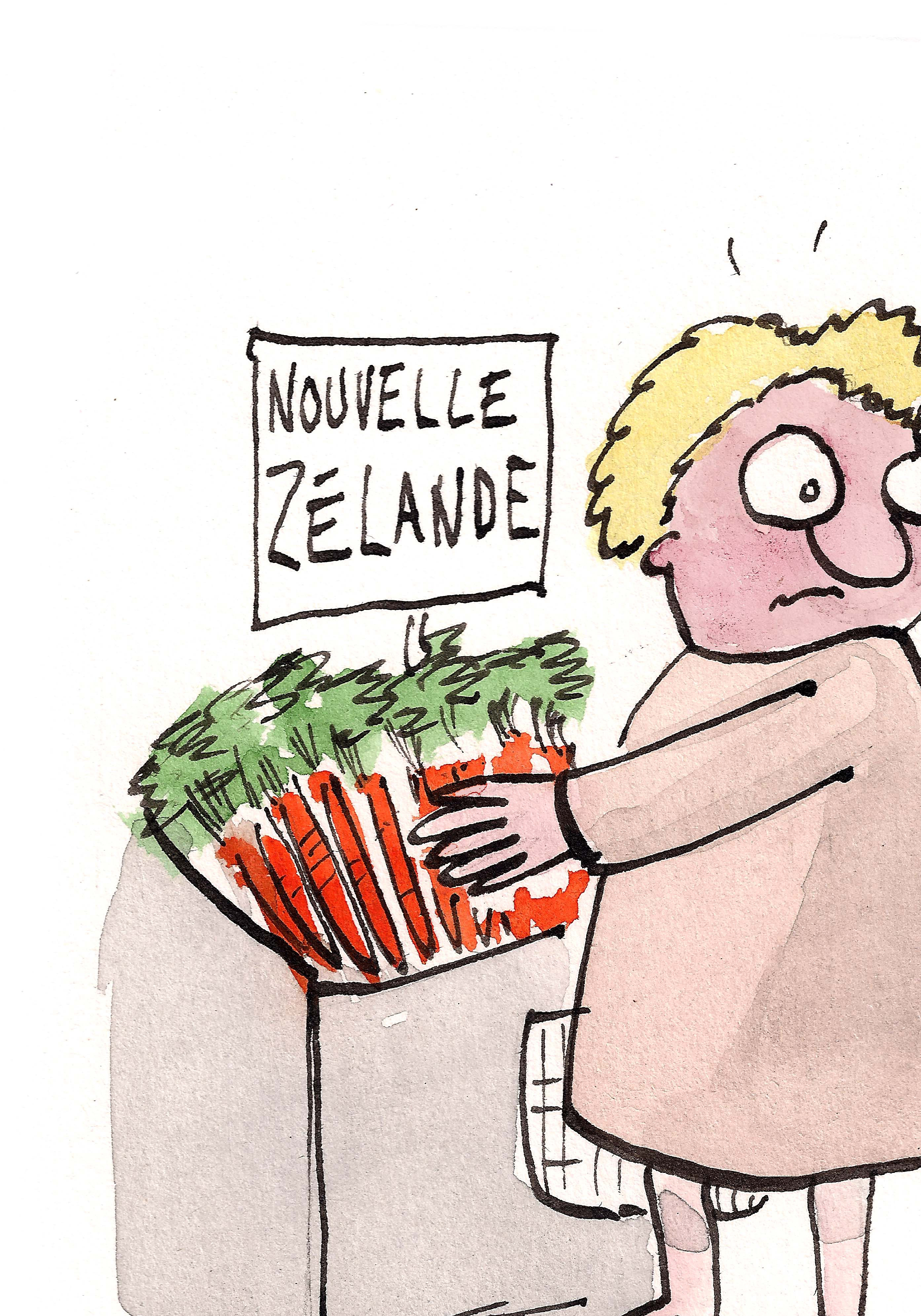
Circuit court
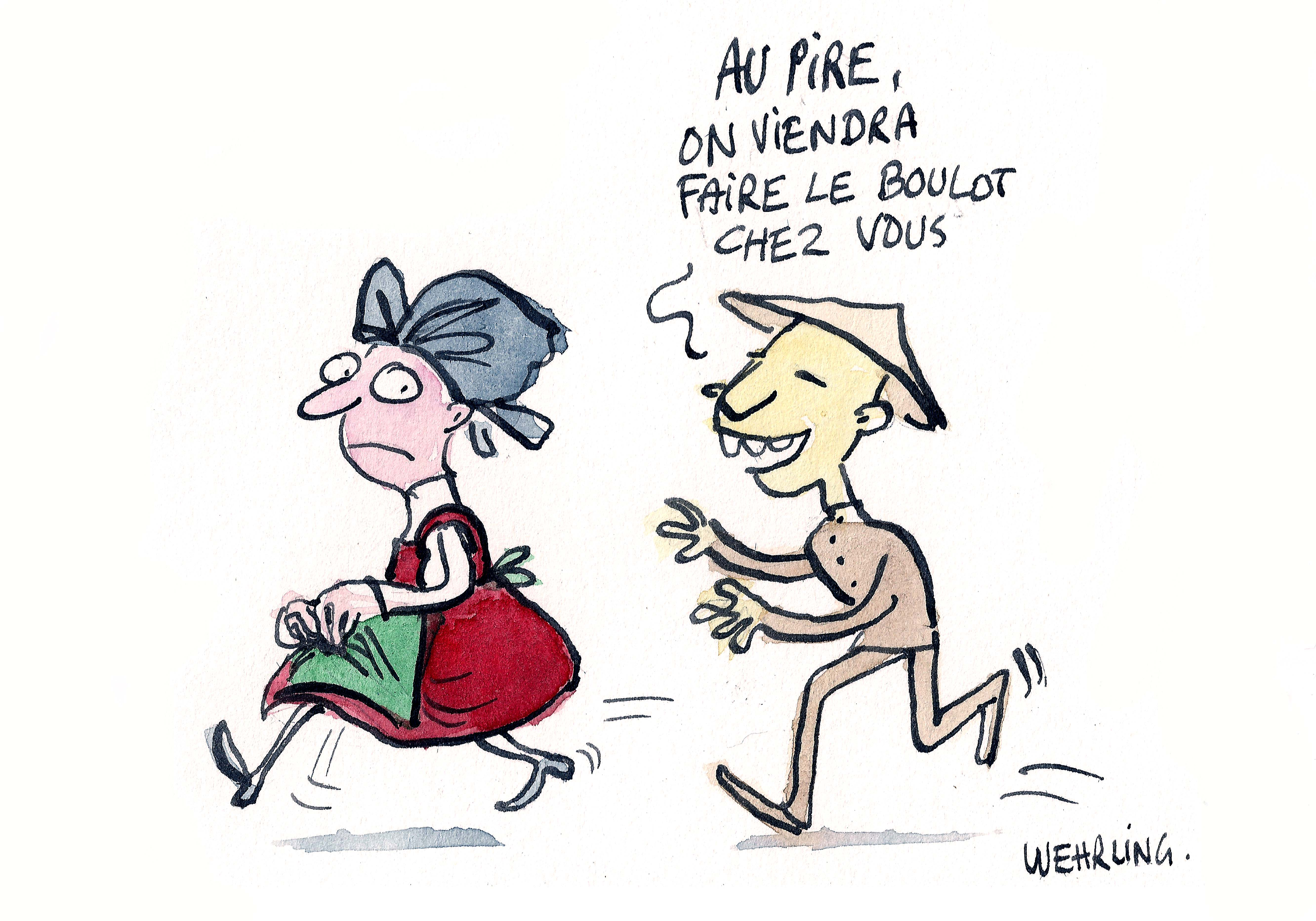
Délocalisation
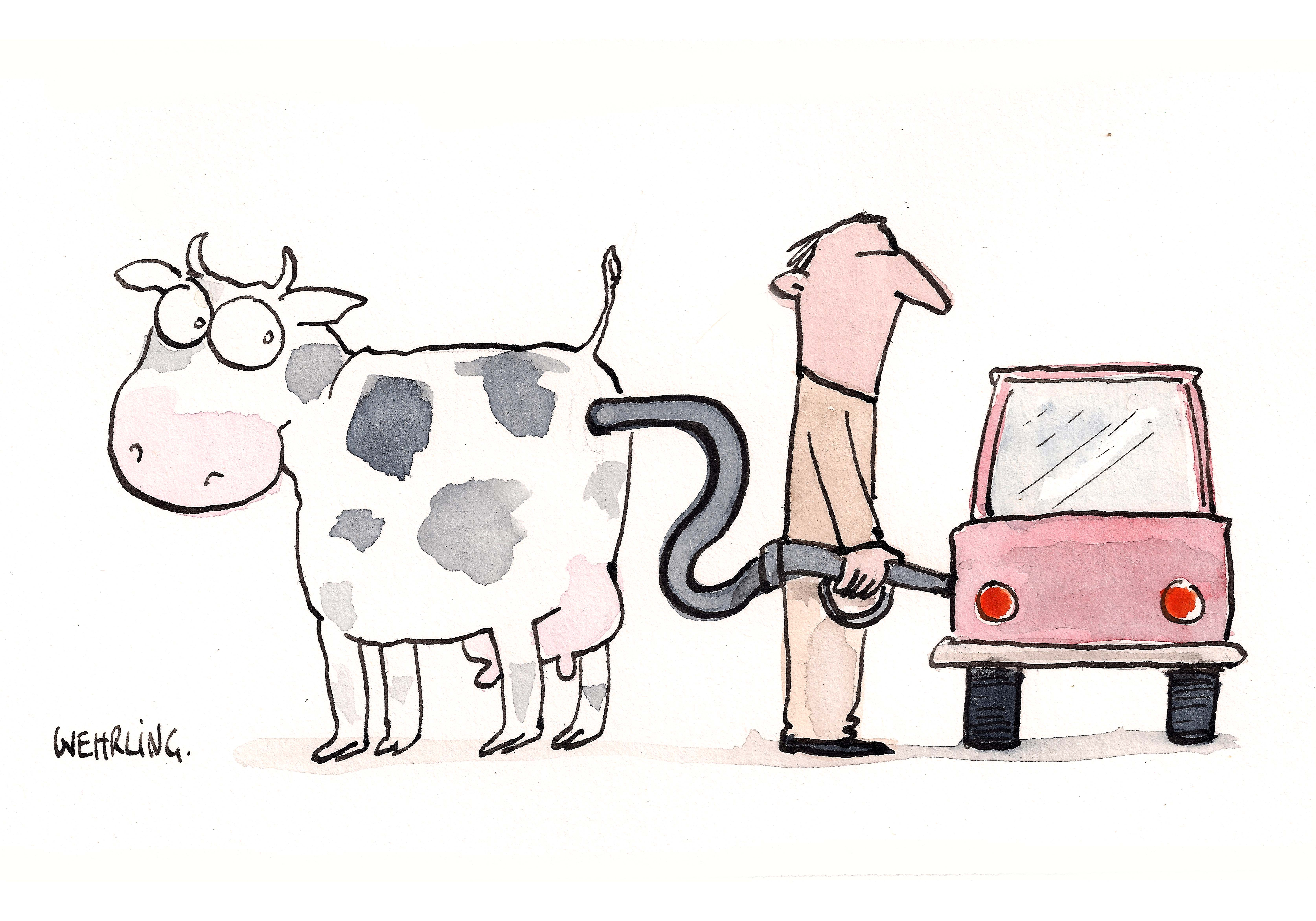
Méthane
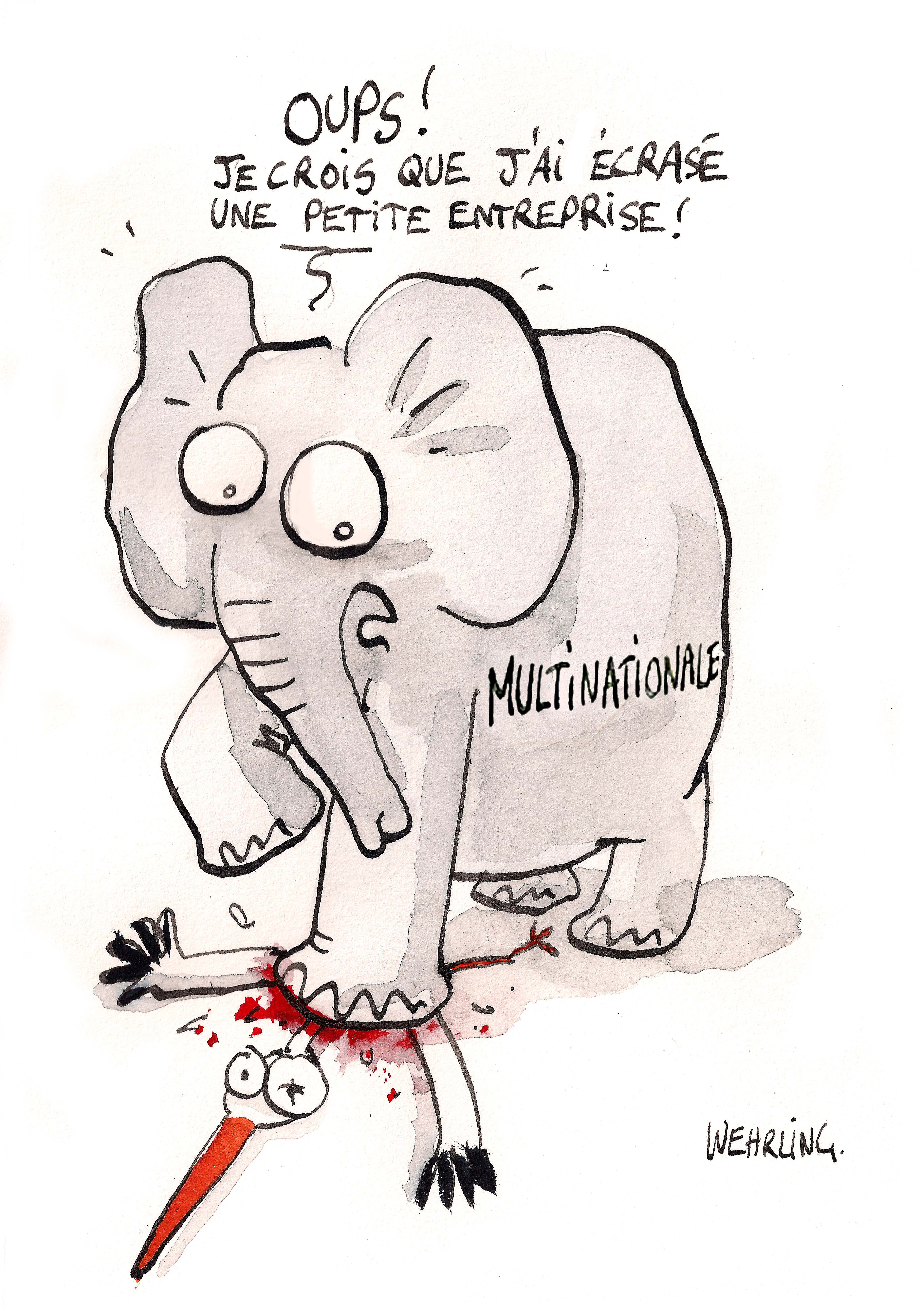
Multinationale

## Œuvres

### Comme auteur
- Louis-Marie Houdebine et Yann Wehrling, Être vivant : quelle aventure !, Paris, Éditions le Pommier, 26 mai 2005, 60 p. (ISBN 2-7465-0230-5)
- Yann Wehrling, La France à l'en-vert, Paris, Éditions L'Archipel, 9 novembre 2006, 212 p. (ISBN 2-84187-886-4)
- Anne de La Roche Saint-André, Brigitte Ventrillon, Sophie Dieuaide et Yann Wehrling, On a trouvé un chien, Paris, Éditions Autrement, coll. « Autrement junior », 17 janvier 2008, 47 p. (ISBN 978-2-7467-0053-6 et 2-7467-0053-0)
- Yann Wehrling, Le changement climatique c'est maintenant, Editions du Belvédère, 20 janvier 2015, 192 p.  (ISBN 978-2-88419-393-1)
- Yann Wehrling, Tous dans le même bateau (biodiversité il est encore temps d’agir), éditions Arthaud, 27 avril 2022.  (ISBN 978-2-0802-6482-4)

### Comme illustrateur
- Laurence Winter et Yann Wehrling, Ciel mon mari est muté en Alsace... : petit manuel de comportement à l'usage des nouveaux arrivants pour leur éviter impairs et déconvenues, Strasbourg, Éditions La Nuée bleue, 17 avril 2000, 185 p. (ISBN 2-7165-0512-8)

- Patrick Denieul et Yann Wehrling, Ciel mon mari est muté en Bretagne ! : manuel de savoir-vivre à la mode de Bretagne, Brest, Éditions Le Télégramme, 2 mai 2004, 180 p. (ISBN 2-914552-97-1)

- Huguette Dreikaus et Yann Wehrling, Petit traité d'anthropophagie politique, Éditions La Nuée bleue, 20 mai 2009, 80 p. (ISBN 978-2-7165-0738-7 et 2-7165-0738-4)